# Phapitreron leucotis
Phapitreron leucotis é uma espécie de ave da família Columbidae.
É endémica das Filipinas.